# Hal Elrod
 (mai 2020).
Si vous disposez d'ouvrages ou d'articles de référence ou si vous connaissez des sites web de qualité traitant du thème abordé ici, merci de compléter l'article en donnant les références utiles à sa vérifiabilité et en les liant à la section « Notes et références ».
Pour les articles homonymes, voir Elrod.
Hal Elrod est né le 30 mai 1979 à Camarillo, en Californie. Il est auteur américain, conférencier inspirant et coach de réussite. Elrod est à l'origine de la série de livres The Miracle Morning et The Miracle Equation. Il produit également sa chaîne de podcast Achieve Your Goal où chaque épisode est dédié à un entretien et des conseils.

## Biographie
Adolescent, Hal Elord est un élève moyen qui rêve de devenir animateur de radio. Il parvient à se faire embaucher à l'âge de 15 ans dans une station de radio locale sous le surnom de "Yo Pal Hal" qu’il qualifie d’un des "plus stupide de la terre". Ensuite, à l'âge de 19 ans, il a été embauché dans une entreprise de marketing direct et est devenu l'un des meilleurs vendeurs de l'histoire de l'entreprise.
En 1999, il est victime d'un grave accident de la route (en voiture) dont il s'est ensuite remis.

### Livres en anglais
- Hal Elrod et Robert Kiyosaki, The Miracle Morning: The Not-So-Obvious Secret Guaranteed to Transform Your Life (Before 8AM), 2012 (ISBN 978-0979019715)
- Hal Elrod, Taking Life Head On! (The Hal Elrod Story): How To Love The Life You Have While You Create The Life of Your Dreams, 2012 (ISBN 978-0979019708)
- Hal Elrod, The Miracle Morning Journal, 2013 (ISBN 978-0979019784)
- Hal Elrod, Michael Maher, Michael Reese, Jay Kinder et Corder, The Miracle Morning for Real Estate Agents: It's Your Time to Rise and Shine (The Miracle Morning Book Series) (Volume 2), Miracle Morning Publishing, 2014 (ISBN 978-1942589006)
- Hal Elrod, Ryan Snow et Honoree Corder, The Miracle Morning for Salespeople: The Fastest Way to Take Your Self and Your Sales to the Next Level (The Miracle Morning Book Series) (Volume 3), Hal Elrod International, 2015 (ISBN 978-1942589020)
- Hal Elrod, Pat Petrini et Honoree Corder, The Miracle Morning for Network Marketers: Grow Yourself First to Grow Your Business Fast (The Miracle Morning Book Series), Hal Elrod International, 2015 (ISBN 978-1942589044)
- Hal Elrod, Honoree Corder, Steve Scott, S. J. Scott et Altucher, The Miracle Morning for Writers: How to Build a Writing Ritual That Increases Your Impact and Your Income (Before 8AM) (The Miracle Morning Book Series) (Volume 5), Hal Elrod International, 2016 (ISBN 978-1942589051)
- Hal Elrod, Ryan Snow et Honoree Corder, The Miracle Morning for Salespeople Companion Guide: The Fastest Way to Take Your Self and Your Sales to the Next Level (The Miracle Morning Book Series) (Volume 2), Hal Elrod International, 2016 (ISBN 978-1942589075)
- Hal Elrod, Pat Petrini, Honoree Corder et Mary Helgesen Gebel, The Miracle Morning for Network Marketers 90-Day Action Planner (The Miracle Morning for Network Marketing) (Volume 2), Hal Elrod International, 2016 (ISBN 978-1942589112)
- Hal Elrod, Brianna Greenspan, Honoree Corder et Paul Joy, The Miracle Morning Art of Affirmations: A Positive Coloring Book for Adults and Kids, Hal Elrod International, 2016 (ISBN 978-1942589105)
- Hal Elrod, Lindsey McCarthy, Mike McCarthy et Honoree Corder, The Miracle Morning for Parents and Families: How to Bring Out the Best in Your KIDS and Your SELF (The Miracle Morning Book Series) (Volume 6), Hal Elrod International, 2016 (ISBN 978-1942589082)
- Hal Elrod, Cameron Herald, Honoree Corder et Lewis Howes, The Miracle Morning for Entrepreneurs: Elevate Your Self to Elevate Your Business, Hal Elrod International, 2016 (ISBN 978-1942589129)
- Hal Elrod, Honoree Corder, Stacey Martino et Paul Martino, The Miracle Morning for Transforming Your Relationship: How to Create an Unshakable Love and Unleashed Passion that Lasts a Lifetime! (The Miracle Morning Book Series) (Volume 9), Hal Elrod International, 2017 (ISBN 978-1942589143)
- Hal Elrod, Natalie Janji et Honoree Corder, The Miracle Morning for College Students: The Not-So-Obvious Secrets to Success in College and Life, Hal Elrod International, 2017 (ISBN 978-1942589174)
- Hal Elrod, Natalie Janji et Honoree Corder, The Miracle Morning for College Students Companion Planner, Hal Elrod International, 2017 (ISBN 978-1942589198)
- Hal Elrod, David Osborn et Honoree Corder, Miracle Morning Millionaires: What the Wealthy Do Before 8AM That Will Make You Rich (The Miracle Morning), Hal Elrod International, 2018 (ISBN 978-1942589235)
- Hal Elrod, Anna David, Joe Polish et Honoree Corder, The Miracle Morning for Addiction Recovery: Letting Go of Who You've Been for Who You Can Become (Volume 12), Hal Elrod International, 2018 (ISBN 978-1942589259)
- Hal Elrod, Lance Salazar, Brandy Salazar et Honoree Corder, The Miracle Morning for Couples: Create Legendary Connections One Morning at a Time, Hal Elrod International, 2019 (ISBN 978-1942589297)
- Hal Elrod, The Miracle Equation: The Two Decisions That Move Your Biggest Goals from Possible, to Probable, to Inevitable, Random House Large Print, 2019 (ISBN 978-0593150849)
- Hal Elrod et Honoree Corder, The Miracle Morning for Teachers: Elevate Your Impact for Yourself and Your Students, Hal Elrod International, 2019 (ISBN 978-1942589334)